# Carl Arrhenius
Carl Arrhenius, född 1683, död 21 augusti 1757  i S:t Laurentii församling, Östergötlands län, var en svensk rådman, riksdagsledamot och politiker.

## Biografi
Carl Arrhenius föddes 1683 och var son till handlanden Johan Arrhenius (1630–1692) och Katarina Montin i Norrköping. Arrhenius arbetade som rådman i Söderköping. Han avled av feber och slag 1757 i S:t Laurentii församling och begravdes 16 september samma år.
Arrhenius var riksdagsledamot för borgarståndet i Söderköping vid riksdagen 1726–1727.
Arrhenius gifte sig 1706 med Kristina Kellman.